# زیراکس آلتو
زیراکس آلتو یکی از نخستین رایانه‌هایی بود که برای استفادهٔ شخصی طراحی شد (هرچند رایانهٔ خانگی نبود) و مسلماً می‌توان آن را نخستین رایانهٔ شخصی دانست. این رایانه در سال ۱۹۷۳ میلادی توسط زیراکس پارک ساخته شد و اولین رایانه‌ای بود که تشبیه دسکتاپ (به معنای رومیزی) را به کار برد و از موشی در میانای نگاره‌ای کاربر استفاده کرد.
با وجود اینکه این رایانه تجاری نبود، اما چندین هزار نمونه از آن در پارک ساخته شدند و به شدت در زروکس و چندین دانشگاه برای سالها کاربرد یافتند. آلتو در دهه‌های بعد تأثیر زیادی بر طراحی رایانه‌های شخصی داشت، به‌ویژه در مکینتاش اپل و نخستین ایستگاه کاری سان. هم‌اکنون این رایانه یکی از موارد کم‌یاب و باارزش کلکسیونرها به شمار می‌رود.